# 문지 바웬디

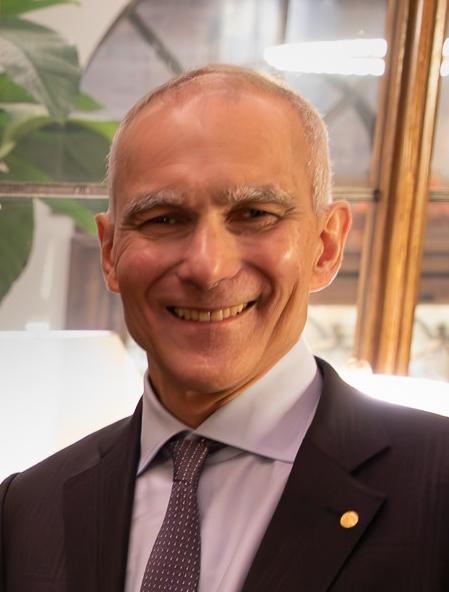

문지 바웬디(Moungi Bawendi, 본명: Moungi Gabriel Bawendi, 1961년 3월 15일 ~ )는 미국-튀니지-프랑스계 화학자이다. 현재 매사추세츠 공과대학교의 레스터 울프 교수로 재직하고 있다. 바웬디는 고품질 퀀텀닷의 화학적 생산 분야에서 발전을 이룬 것으로 유명하다. 2023년에 노벨 화학상을 수상했다.

## 연구
바웬디는 2000년부터 2010년까지 지난 10년 동안 가장 많이 인용된 화학자 중 한 명이었다. 그는 양자점 연구 및 개발의 선도적인 인물이다. 양자점은 나노 크기의 작은 반도체 결정으로 독특한 광학적, 전자적 특성을 제공한다.
양자점 연구의 주요 과제는 안정적이고 균일한 고품질 양자점을 만드는 방법을 찾는 것이었다. 바웬디는 양자점 합성을 위한 표준화된 방법을 개발한 공로로 인정받고 있다. 1993년 데이비드 J. 노리스(David J. Norris), 크리스토퍼 B. 머레이(Christopher B. Murray) 및 바웬디는 잘 정의된 크기와 높은 광학 품질을 갖춘 재현 가능한 양자점을 생성하기 위한 고온 주입 합성 방법에 대해 보고했다. 화학 생산 방법의 이러한 획기적인 발전으로 인해 양자점을 크기에 따라 "조정"하고 결과적으로 예측 가능한 특성을 얻을 수 있었다. 이를 통해 과학자들은 재료에 대해 훨씬 더 큰 통제력을 갖게 되었고 정확하고 재현 가능한 결과를 얻을 수 있게 되었다.
이 방법은 광범위한 분야에서 양자점의 대규모 기술 응용 개발의 문을 열었다. 양자점은 이제 발광 다이오드(LED), 광전지(태양 전지), 광검출기, 광전도체, 레이저, 생체의학 이미징, 바이오센싱 및 기타 응용 분야에 사용된다.